# 橋場健

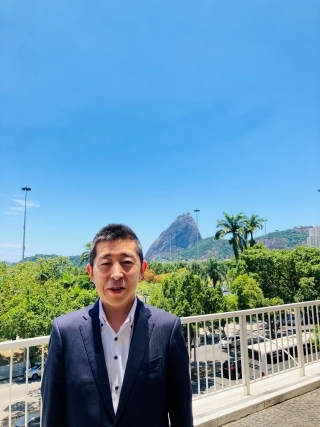
在リオデジャネイロ日本国総領事館ホームページより

橋場 健（はしば けん　昭和41年11月13日 - ）は、日本の外交官。
東京大学法学部第二類卒業（平成3年3月）
東京都出身。

## 略歴
- 平成3年4月　外務省入省
- 平成10年5月　総合外交政策局科学原子力課
- 平成10年7月　総合外交政策局科学原子力課 課長補佐
- 平成12年9月　内閣事務官 内閣官房内閣安全保障・危機管理室 兼総理府事務官 大臣官房安全保障・危機管理室参事官補（～平成13年1月）
- 平成13年1月　内閣官房副長官補付
- 平成14年8月　外務省中南米局中南米第一課 首席事務官
- 平成15年9月　大臣官房 外務副大臣秘書官事務取扱
- 平成16年9月　領事局政策課 首席事務官
- 平成18年8月　在イタリア日本国大使館 一等書記官
- 平成20年7月　在イタリア日本国大使館 参事官
- 平成21年7月　大臣官房総務課監察査察室長
- 平成23年8月　大臣官房 兼内閣事務官 内閣官房内閣参事官（内閣情報調査室）
- 平成24年3月　兼内閣官房副長官補付
- 平成25年12月　内閣官房特定秘密保護法施行準備室参事官
- 平成26年2月　国際協力局地球規模課題総括課専門機関室長
- 平成26年7月　国際情報統括官付国際情報官（第一国際情報官室担当）
- 平成27年6月　中南米局中米カリブ課長
- 平成29年8月　大臣官房 兼内閣事務官 内閣官房内閣参事官（内閣官房副長官補付） 内閣官房拉致問題対策本部事務局政策企画室長
- 平成30年1月　公益財団法人中曽根康弘世界平和研究所主任研究員
- 令和3年3月　在リオデジャネイロ日本国総領事館 総領事
- 令和5年11月　スポーツ庁 審議官[2]

## 同期
- 有馬裕（23年北米局長・22年南部アジア部長・21年大臣官房審議官（大使））
- 石月英雄（24年国際協力局長）
- 内田浩行（22年ストラスブール総領事）
- 大鶴哲也（22年内閣総理大臣秘書官）
- 小川秀俊（23年コンゴ民主共和国大使）
- 北川克郎（24年欧州局長）
- 河邉賢裕（23年総合外交政策局長・22年北米局長・21年在米国大使館公使）
- 島田丈裕（24年在米国大使館公使・22年儀典長・21年大臣官房総括担当審議官兼公文書監理官）
- 髙橋良明（24年バンクーバー総領事）
- 松永健（23年トロント総領事）
- 御巫智洋（24年次席国連大使・22年国際法局長）
- 實生泰介（22年大臣官房審議官（アジア大洋州局、アジア大洋州局南部アジア部担当担当））
- 毛利忠敦（24年ウラジオストク総領事）